# 格羅弗 (內布拉斯加州)
格羅弗（英語：Grover）是位於美國內布拉斯加州蘇厄德縣的非建制地區。

## 歷史
格羅弗的郵局於1885年設立，其後於1908年停運。

## 地理
格羅弗所處的海拔為高於海平面431米（即1414英呎），而該地所採用的時區為UTC-6，即北美中部时区（CST）。同時該地設有夏令時間，為UTC-6調快一小時，即UTC-5（CDT）。